# کارل فریدریش آبل
کارل فریدریش آبل (آلمانی: Carl Friedrich Abel؛ ‏ زادهٔ ۲۲ دسامبر ۱۷۲۳ – درگذشتهٔ ۲۰ ژوئن ۱۷۸۷) آهنگساز دورهٔ کلاسیک اهل آلمان بود. او نوازندهٔ ویولا دا گامبا بود و آثاری برای این ساز تصنیف کرد.
پدرش کریستیان فردیناند آبل‏ (۱۶۸۲–۱۷۶۱) آهنگسازِ دورهٔ باروک و از نوازندگان چیره‌دستِ ویولن، ویولنسل، و به‌ویژه ویولا دا گامبا به‌شمار می‌رفت.

پدربزرگش کلامور هاینریش آبل‏ (۱۶۳۴–۱۶۹۶) نیز آهنگساز، نوازندهٔ ویولن، و نوازندهٔ ارگ بود.

برادر بزرگش لئوپولد آوگوست آبل (۱۷۹۴–۱۷۱۷) هم نوازندهٔ ویولن و آهنگساز بود.